# Carlos D'Ambrosio
Carlos D'Ambrosio (Valdagno, 5 febbraio 2007) è un nuotatore italiano, specializzato nello stile libero.

## Biografia
Nato a Valdagno da padre italiano, originario di Napoli, e madre cubana, è cresciuto nella città paterna, dove ha iniziato a nuotare all'età di tre anni. Trasferitosi a Verona con la famiglia all'età di 14 anni, perfeziona il proprio talento nelle file della Fondazione Bentegodi, sotto la guida di Luca De Monte. Dall'8 gennaio 2025 è arruolato nelle Fiamme Gialle.
Tra i suoi primi successi, in due edizioni degli europei giovanili, tra il 2023 e il 2024, ha conquistato sette medaglie d'oro.
Ha rappresentato l'Italia ai Giochi olimpici di Parigi 2024, risultando il componente più giovane della spedizione azzurra e disputando le batterie della staffetta 4x200 m stile libero.
A dicembre, nella medesima specialità, ha conquistato la medaglia di bronzo ai mondiali in vasca corta di Budapest 2024.
Il 31 marzo 2025, ai Criteria Nazionali Giovanili, sigla il suo primo record italiano assoluto nei 200 stile libero in vasca corta con il crono di 1'41"61, superando così il precedente record di Filippo Magnini che resisteva da 16 anni.
Il 27 luglio, ai mondiali di Singapore, vince la medaglia d'argento nella staffetta 4x100 metri stile libero, firmando sia il nuovo record nazionale sulla distanza (3'09"58) sia il suo nuovo personale sui 100 metri stile libero (47"78). Il giorno successivo firma in semifinale il nuovo record nazionale dei 200 metri stile libero in 1'45"23. Il 20 agosto vince la medaglia d'oro nei 200 metri stile libero ai mondiali giovanili di Otopeni, abbassando peraltro il suo record italiano a 1'45"15.

## Palmarès

### Competizioni internazionali
- Mondiali

Singapore 2025: argento nella 4x100m sl.
- Mondiali in vasca corta

Budapest 2024: bronzo nella 4x200m sl.
- Mondiali giovanili

Netanya 2023: argento nella 4x100m misti.
Otopeni 2025: oro nei 200m sl, argento nella 4x100m sl.
- Europei giovanili

Belgrado 2023: oro nella 4x100m sl, nella 4x200m sl e nella 4x100m misti, bronzo nella 4x100m misti mista.
Vilnius 2024: oro nella 4x100m sl, nella 4x200m sl, nella 4x100m misti e nella 4x100m sl misti, bronzo nei 100m sl.
- EYOF

Maribor 2023: oro nei 100m sl, argento nei 200m sl.

### Campionati italiani
| Anno | Edizione    | Stile libero 100 m | Stile libero 200 m |
| ---- | ----------- | ------------------ | ------------------ |
| 2024 | Invernali   | -                  | 1                  |
| 2025 | Primaverili | 2                  | 1                  |

## Progressione
| Vasca da 50 metri | Vasca da 50 metri | Vasca da 50 metri | Vasca da 50 metri | Vasca da 50 metri | Vasca da 50 metri | Vasca da 50 metri |
| Anno              | 50 sl             | 100 sl            | 200 sl            | 400 sl            | 50 fa             | 100 fa            |
| ----------------- | ----------------- | ----------------- | ----------------- | ----------------- | ----------------- | ----------------- |
| 2024/2025         | 22''18            | 47''78            | 1'45'15           | 3'56''39          | 23''78            | 53''88            |
| 2023/2024         | 22''58            | 48''55            | 1'46''69          | 3'58''91          | 23''61            | 53''96            |
| 2022/2023         | 23''73            | 49''75            | 1'50''35          | ---               | 25''44            | 54''55            |

| Vasca da 25 metri | Vasca da 25 metri | Vasca da 25 metri | Vasca da 25 metri | Vasca da 25 metri | Vasca da 25 metri | Vasca da 25 metri |
| Anno              | 50 sl             | 100 sl            | 200 sl            | 400 sl            | 50 fa             | 100 fa            |
| ----------------- | ----------------- | ----------------- | ----------------- | ----------------- | ----------------- | ----------------- |
| 2024/2025         | 21''72            | 46''91            | 1'41''61          | 3'45''35          | 23''07            | 51''53            |
| 2023/2024         | 21''83            | 47''58            | 1'44''32          | 3'44''82          | 23''69            | 52''18            |
| 2022/2023         | 22''62            | 48''67            | 1'46''46          | 3'57''60          | 25''00            | 53''96            |